# Sigyn (vikingeskib)
Sigyn er et rekonstrueret vikingeskib, der er bygget på baggrund af Skuldelev 3, der blev fundet i begyndelsen af 1960'erne i Roskilde Fjord. Sigyn blev bygget i 2000 og navngivet efter Sigyn fra den nordiske mytologi.
Efter det havde lidt flere skader blev skibet repareret af Gruppe Norddeutsche Gesellschaft für Diakonie i 2004.